# Jo Hye-jin
Jo Hye-jin (조혜진?; Suwon, 25 settembre 1973) è un'ex cestista sudcoreana.

## Carriera
Con la Corea del Sud ha disputato le Olimpiadi del 2004, segnando 3 punti in 4 partite.